# Alessio Sartori
Alessio Sartori (Terracina, 13 novembre 1976) è un canottiere italiano. Ha rappresentato l'Italia a cinque edizioni consecutive dei Giochi olimpici estivi da Atlanta 1996 a Londra 2012, vincendo l'oro nel 4 di coppia a Sydney 2000, il bronzo nel 2 di coppia ad Atene 2004 e l'argento nel 2 di coppia a Londra 2012.

## Biografia
È padre di Matteo Sartori e cugino di Matteo Lodo, entrambi canottieri di caratura internazionale.
Ai Giochi del Mediterraneo di Bari 1997 ha vinto l'oro nel due di coppia, assieme ad Agostino Abbagnale.
Alle Olimpiadi di Sydney 2000 ha conquistato l'oro nel 4 di coppia, con Agostino Abbagnale, Simone Raineri e Rossano Galtarossa.
Ai Giochi olimpici di Atene 2004 si è aggiudicato il bronzo nel 2 di coppia con Rossano Galtarossa.
Ai Giochi del Mediterraneo di Almería 2005 ha vinto l'oro nel due di coppia assieme a Matteo Stefanini.
Ai Giochi olimpici di Londra 2012 ha vinto la medaglia d'argento nel 2 di coppia, con Romano Battisti.
Il 13 luglio 2017 è stato nominato Vicesindaco e Assessore allo Sport, Giovani e Associazionismo, del Comune di Sabaudia.

## Palmarès
- Olimpiadi

Sydney 2000: oro nel 4 di coppia (con Agostino Abbagnale, Simone Raineri e Rossano Galtarossa).
Atene 2004: bronzo nel 2 di coppia (con Rossano Galtarossa).
Londra 2012: argento nel 2 di coppia (con Romano Battisti).
- Campionati del mondo di canottaggio

Indianapolis 1994: oro nel 4 di coppia.
Tampere 1995: oro nel 4 di coppia.
Colonia 1998: oro nel 4 di coppia.
Lucerna 2001: bronzo nel doppio.
Milano 2003: argento nel doppio.
Eton 2006: argento nell'8 con.
Monaco di Baviera 2007: argento nel 4 senza.
- Giochi del Mediterraneo

Bari 1997: oro nel due di coppia (con Agostino Abbagnale)
Almería 2005: oro nel due di coppia (con Matteo Stefanini)
- Campionati del mondo junior

1993: argento nel singolo.
1994: oro nel singolo.